# Baller
Baller – singel austriackiego duetu muzycznego Abor & Tynna wydany 24 stycznia 2025, nakładem wytwórni Jive Records. Kompozycja reprezentowała Niemcy w 69. Konkursie Piosenki Eurowizji (2025).
Utwór uplasował się na 1. miejscu notowania Spotify Top 50 Global.

## Konkurs Piosenki Eurowizji

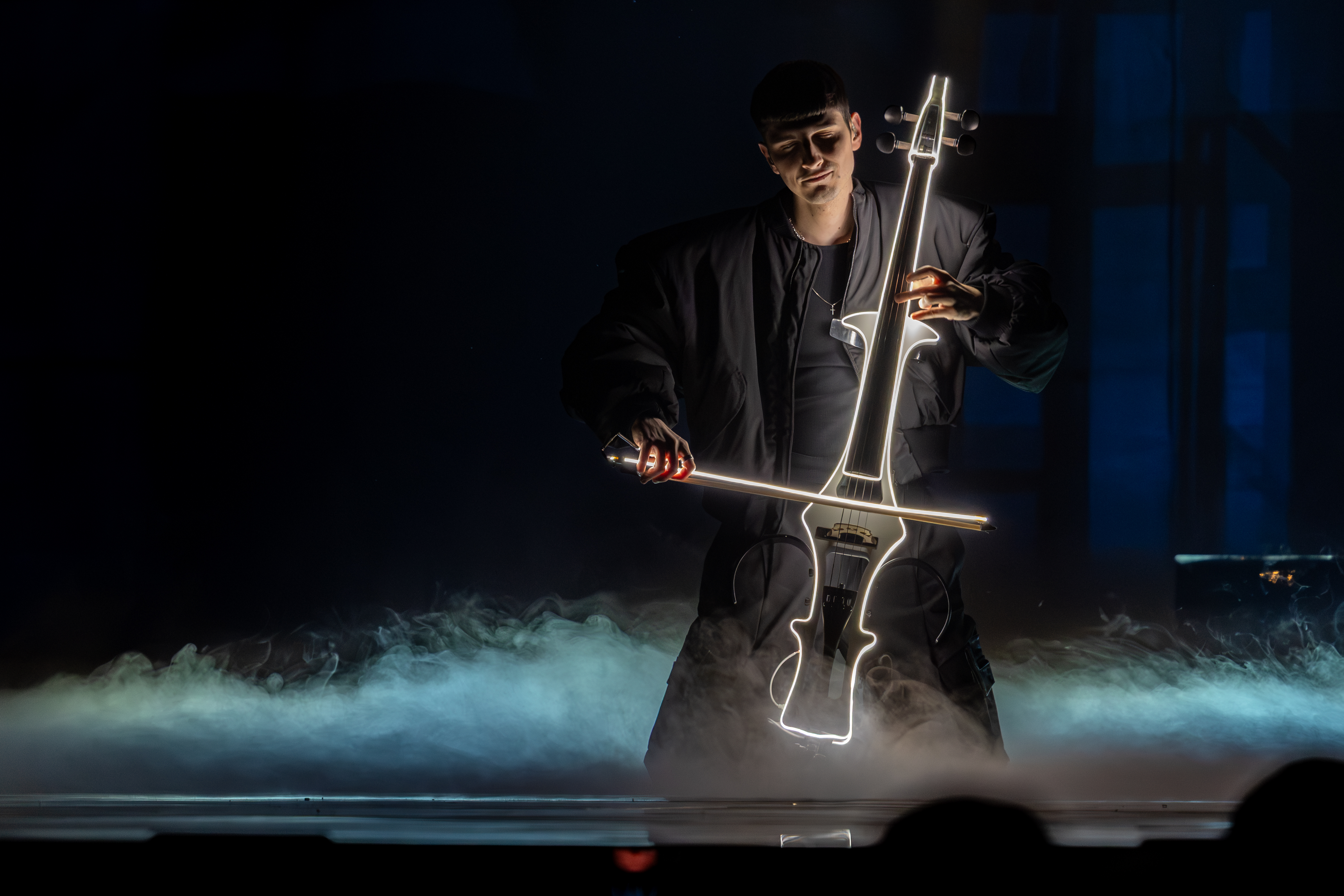
Abor podczas występu w finale 69. Konkursu Piosenki Eurowizji w Bazylei (2025)

4 lutego 2025 utwór znalazł się na liście uczestników niemieckich preselekcji Chefsache ESC 2025, wyłaniających reprezentanta Niemiec w 69. Konkurs Piosenki Eurowizji. 1 marca 2025 piosenka zwyciężyła finał eliminacji zdobywszy 231 646 głosów, otrzymując tym samym prawo do reprezentowania kraju w konkursie.

## Notowania
| Kraj   | Lista (2025)           | Najwyższa pozycja |
| ------ | ---------------------- | ----------------- |
| Litwa  | Radio Airplay (Tophit) | 69                |
| Litwa  | Singlų Top 100         | 1                 |
| Łotwa  | Radio Airplay (Tophit) | 27                |
| Niemcy | GfK Entertainment      | 3                 |